# Prüftechnik
PRÜFTECHNIK Dieter Busch AG je německá společnost  zabývající se výrobou a vývojem diagnostických zařízení v oboru vibrodiagnostiky, laserových technologií pro ustavování rotačních strojů, geometrických měření a dalších nástrojů pro technickou diagnostiku a údržbu ( např. vývojem technologií pro monitoring stavu větrných elektráren   ).

## Historie společnosti
Společnost se postupně vyvinula z pozice zprostředkovatele prodeje zařízení do průmyslových provozů na pozici předního vývojáře inovativních systémů v oblasti technické diagnostiky.
- 1972 – Založení společnosti, zakladatel Dieter Busch.
- 1984 – Zlomový rok ve vývoji společnosti s významnými dopady i na celkové pojetí údržby rotačních strojů. V tomto roce byla představena modelová řada laserového přístroje OPTALIGN pro provozní ustavování. Šlo o historicky první masově úspěšné zavedení laseru v tomto segmentu technické údržby, které v následujících letech udalo trend dalšího vývoje [4].
- 1991 – Expanze na český a slovenský trh prostřednictvím firmy LAMI KAPPA, spol. s r.o.
- 1992 – Společnost byla v souvislosti se změnou právní formy přejmenována na PRÜFTECHNIK Dieter Busch AG.
- 1994 – První mikroprocesorem ovládaný laserový optický ustavovací systém.
- 1998 – První online systém vzdálené diagnostiky pro měření valivých ložisek a převodů založený na přenosu dat internetem.
- 2000 – První systém s laserovými gyroskopy pro měření rovnoběžnosti válců (systém PARALIGN).
- 2007 – Generálním ředitelem Dr. Sebastian Busch [5].
- 2015 – První laserový přístroj pro ustavování rotačních strojů s přenosem dat přes cloud kompatibilní s potřebami Průmyslu 4.0 [6].

Společnost v současné době má pobočky ve více než desítce různých zemí a zastoupení v téměř sto dalších státech po celém světě. V roce 2009 byla zařazena do žebříčku 100 nejvíce rostoucích technických firem ve své kategorii.

## Systém Paralign
Systém Paralign je jednou z technologií patentovaných společností Prüftechnik . Oproti dalším patentům se tato technologie vymyká nejen v technologickém, ale i v právním smyslu.
Systém využívá vnitřní laserové gyroskopy, které mu umožňují přesně určit polohu měřícího přístroje v prostoru. Toho lze využít při měření rovnoběžnosti os částí soustrojí. Jde o první inerciální měřící technologii umožňující téměř okamžité měření rovnoběžnosti (zejména válců a podobných těles). Např. lze v rámci jednoho měření zjistit odchylku v rovnoběžnosti téměř libovolného počtu válců papírenského stroje a to bez nutnosti nadefinování vnější vztažné soustavy, která je v takovémto případě velmi špatně realizovatelná (jedná se o měření rovnoběžnosti i desítky metrů vzdálených součástí, bez vzájemného výhledu).  Tento fakt činí měření velmi rychlým a přesným .
Technologie laserových gyroskopů je dále využívána v navigaci raketoplánů, ponorek i balistických raket  . Vzhledem k použití stejných principů ve vojenství, není  Paralign technologií uvolněnou pro prodej. Díky tomuto právnímu omezení, lze měření využít pouze jako odbornou službu .